# Osservatorio di Monte Lemmon

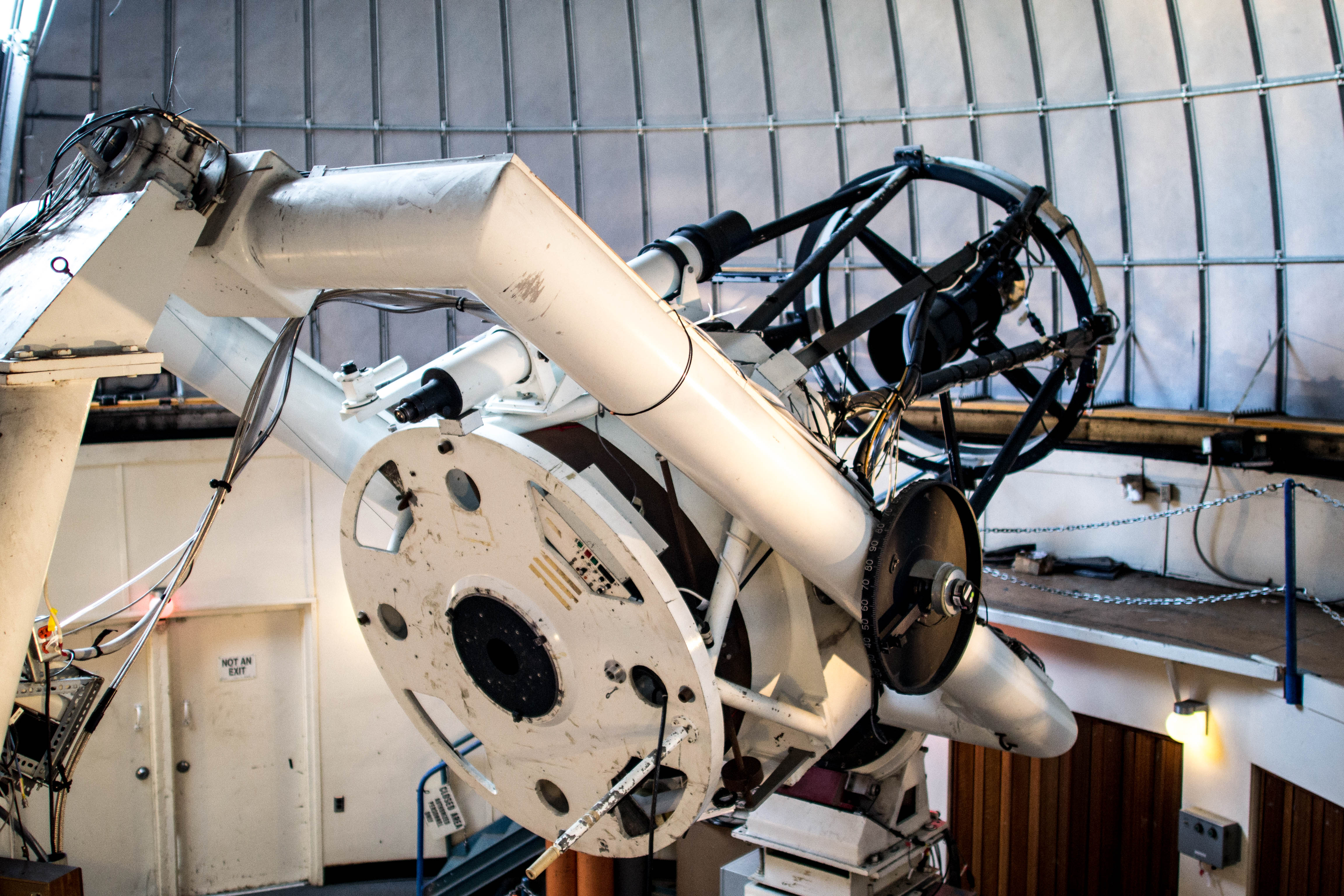
Telescopio CSS (Catalina Sky Survey)

L'osservatorio di Monte Lemmon (MLO) è un osservatorio astronomico situato in Arizona a circa 17 km da Tucson, e gestito dall'osservatorio Steward. Tra i telescopi i principali ci sono il telescopio riflettore Steward, facente parte del progetto Catalina Sky Survey (CSS), installato sul Monte Bigelow sul finire degli anni '60 e spostato sul MLO nel 1972, e il Telescopio UMN MLOF, con specchio del diametro di 1,52 metri e uguale allo Steward.

## Scoperte
L’osservatorio ha scoperto i seguenti astri:
Comete:
- 363P/Lemmon
- P/2011 FR143 Lemmon
- P/2013 TL117 Lemmon
- C/2009 UG89 Lemmon
- C/2012 BJ98 Lemmon
- C/2012 F6 Lemmon

Asteroidi:
- 2017 FJ
- 2017 FM1
- 2017 FN1
- 2017 FS
- 2017 FK
- 2018 GC2
- 2018 GK4
- 2018 GP4